# Хэлбауэр, Родни
Ро́дни Хэ́лбауэр (англ. Rodney Halbower; 27 июня 1948, Висконсин) — американский серийный убийца, который в 1976 году совершил серию убийств молодых девушек в округе Сан-Матео, штат Калифорния и городе Рино, штат Невада, известную как Убийства в Джипси Хиллс. Убийца девушек не был идентифицирован и более трех десятилетий носил прозвище «The San Mateo Slasher». Лишь в марте 2014 года на основе результатов ДНК-тестирования Хэлбауэру было предъявлены обвинения в совершении убийств. К этому времени за совершение одного из убийств, которое в действительности совершил Хэлбауэр, была осуждена Кэтти Вудс, которая в результате судебной ошибки провела в заключении 35 лет за преступление, которого не совершала. На момент разоблачения и предъявления обвинений в совершении серийных убийств, сам Родни Хэлбауэр находился в заключении уже 38 лет.

## Ранние годы
Родни Хэлбауэр родился 27 июня 1948 года в штате Висконсин. Вскоре его семья переехала в город Маскигон, штат Мичиган, где прошли детство и юность Родни. Хэлбауэр рос в социально-неблагополучной обстановке и с детских лет стал демонстрировать признаки антисоциальности. В школьные годы в силу своей интровертности Родни отличался низкой коммуникабельностью и проявлял девиантное поведение по отношению к другим ученикам и к персоналу учебного заведения, вследствие чего имел репутацию школьного хулигана.
Злоупотреблял прогулами, вследствие чего его школьная успеваемость к началу 1960-х упала окончательно. После ареста в начале 1960-х за участие в угоне Родни был вынужден бросить школу, он был осужден и отправлен в учреждение для несовершеннолетних преступников, вскоре после освобождения начал криминальную карьеру.

## Криминальная карьера
В 1963 году Хэлбауэр оказался на свободе, получив условно-досрочное освобождение, но нарушив условия испытательного срока, в 1964 году в возрасте 16 лет был снова возвращен в тюрьму. Оказавшись на свободе в 1965 году, Родни совершил взлом и проникновение на территорию чужой собственности. Он был арестован, но в сентябре 1965 года сумел совершить побег из окружной тюрьмы. Через несколько дней Хэлбауэр был снова пойман, осужден и позднее получил в качестве наказания 5 лет лишения свободы. В очередной раз Хэлбауэр оказался на свободе в конце 1960-х. Некоторое время преступник перебивался случайными заработками, после чего принялся снова совершать преступления.
В 1970 году Родни был арестован по обвинению в совершении кражи, он был осужден и приговорен к 4 годам лишения свободы. Через несколько месяцев Хэлбауэру удалось совершить еще один побег из тюремного учреждения, но он вскоре был арестован и возвращен в тюрьму. Впоследствии он был осужден за совершение побега и получил дополнительный срок. В 1975 году Хэлбауэр получил условно-досрочное освобождение и вышел на свободу. После освобождения Хэлбауэр покидает штат Мичиган и переезжает в штат Невада, где останавливается в городе Рино. В декабре 1975 года Хэлбауэр совершил очередное преступление, он совершил нападение на девушку, в ходе которого избил и изнасиловал ее. Жертва выжила, а Хэлбауэр был вскоре арестован, но был отпущен под залог и оставался на свободе во время предварительного расследования, которое завершилось весной 1976 года. В мае над Хэлбауэром начался суд, в ходе которого он был признан виновным в нападении на девушку и получил в качестве наказания пожизненное лишение свободы.
В июне 1977 года во время матча в Софтбол на территории тюремного учреждения недалеко от города Карсон-Сити Родни Хэлбауэру удалось совершить очередной побег. Он был объявлен в розыск, но мероприятия по его поимке не увенчались успехом. В июле 1977 года преступник был неожиданно арестован в городе Маскигон при попытке похищения собственной 7-летней дочери. Хэлбауэр был экстрадирован в штат Невада для отбытия наказания за совершение изнасилования, обвинения за попытку похищения дочери ему предъявлены не были, но было предъявлено обвинения в попытке побега, за что впоследствии он получил шестилетний срок.
15 декабря 1986 года Хэлбауэр вместе с сообщником — 23-летним Орландо Хайме совершил очередной побег из исправительного учреждения, взобравшись по стене на крышу одного из зданий, преступники достигли ограждения, перепилив которое сумели покинуть пределы тюрьмы. В ходе расследования выяснилось, что побег был совершен из-за ненадлежащего исполнения обязанностей тюремными охранниками, которые впоследствии были подвергнуты дисциплинарным взысканиям. Оказавшись на свободе, Родни Хэлбауэр совершил угон автомобиля и отправился в штат Орегон, где в городе Джексон вскоре совершил нападение на девушку, в ходе которого изнасиловал ее и нанес несколько ножевых ранений. Жертва выжила и дала описание преступника. Хэлбауэр был арестован в начале 1987 года и в марте того же года был осужден за изнасилование и посягательство на человеческую жизнь.
В качестве наказания Родни получил 15 лет лишения свободы, но был обратно экстрадирован в штат Невада для продолжения отбытия срока в виде пожизненного лишения свободы за изнасилование, совершенного в 1976 году. Хэлбауэр отбывал наказание в штате Невада до 2013 года, когда было принято решение об его условно-досрочном освобождении. В ноябре 2013 года Родни получил условно-досрочное освобождение, но немедленно был экстрадирован в штат Орегон, для отбытия 15-него срока, назначенного ему судом в марте 1987 года

## Убийства в Джипси Хиллс
8 января 1976 года тело 18-летней Вероники Кассио было обнаружено в ручье на территории поля для гольфа Sharp Park в городе Пасифика. Девушке было нанесено около 30 ножевых ранений. Через несколько недель 14-летняя Татьяна Блэквелл пропала без вести после того, как покинула свой дом в Пасифике. Тело, позднее идентифицированное как ее, было обнаружено 6 июня у Шарп-Парк-Роуд в лесистой местности города, известной как Джипси Хиллс. Девушка также получила множество ножевых ранений.
2 февраля 1976 года пропала без вести 17-летняя Пола Бакстер. Ее обнаженное тело было найдено 4 февраля в городе Миллбро. Она получила четыре ножевых ранения, подверглась сексуальному насилию и получила[стиль] множественные травмы головы от избиения тупым предметом. 1 апреля 19-летняя Денис Лампе из города Бродмур была найдена мертвой в еще одном городе округа Сан-Матео Дэйли-Сити. Убийца нанес своей жертве более 20 ножевых ранений.
6 мая в мелкой могиле на территории города Сан-Франциско были найдены скелетированные останки девушки, которая позже была идентифицирована как 26-летняя Кэрол Бут, которая числилась пропавшей с 15 марта 1976 года. Жертва также была подвергнута сексуальному насилию. Все жертвы, кроме Кэрол Бут, проживали и были убиты на территории округа Сан-Матео.
Отсутствие свидетелей и судебно-медицинских доказательств остановили расследование серии убийств.

## Разоблачение
С 2013 года Хэлбауэр продолжал отбывать наказание в одной из тюрем штата Орегон. Дата его освобождения была назначена на 2026 год. Во время заключения у Родни Хэлбауэра были взят образец крови для ДНК-тестирования, которое в сентябре 2014 года показало соответствие его генотипического профиля с профилем неизвестного, который оставил свои биологические следы на трупах Полы Бэкстер и Вероники Каскио. Также исследование показало, что ДНК-профиль Хэлбауэра совпадает с ДНК, выделенной из слюны, найденной на окурках, которые полиция обнаружила возле тела Мишель Митчелл, которая была убита в феврале 1976 года в городе Рино, штат Невада.
За убийство Митчелл в 1980-м году была осуждена Кэти Вудс, у которой было диагностировано психическое расстройство. В 2014 году с помощью ДНК-тестирования была доказана ее невиновность, после чего с нее были сняты обвинения. В 2015 году Вудс вышла на свободу, проведя из-за судебной ошибки 35 лет в заключении.
Родни Хэлбауэр был этапирован в штат Калифорния, где в январе 2015 года ему были предъявлены обвинения в трех убийствах. Свою вину Хэлбауэр не признал. Помимо этого Родни подозревался в убийстве Дэнис Лэмп, но ДНК-тестирование пятен крови которых по версии следствия оставил на трупе Лэмп убийца, показало несоответствие с ДНК-профилем Хэлбауэра. На основании результатов ДНК-исследования позднее в убийстве Лэмп был обвинен 71-летний Леон Сеймур.

## Суд
Родни Линн Хэлбауэр был экстрадирован в штат Калифорнию в январе 2015 года, но судебное разбирательство постоянно откладывалось по разным причинам. В 2016 году Хэлбауэр был направлен на судебно-медицинскую экспертизу, которая не выявила никаких психических заболеваний или отклонений и таким образом в июне вынесла вердикт о его вменяемости. В том же году Хэлбауэр подал ходатайство об отказе от квалифицированной юридической помощи адвокатов и самостоятельной защите своих прав и интересов на судебном процессе, но судья отклонил его после того, как ряд специалистов вынесли вердикт о его некомпетентности предстать перед судом без команды защиты. Судебный процесс над Хэлбауэром открылся 20 августа 2018 года. На судебных заседаниях Хэлбауэр пребывал в крайне позитивном настроении, он отказался признать себя виновным, вступал в споры с судьей и прокурорами. 18 сентября 2018 года Хэлбауэр вердиктом жюри присяжных заседателей был признан виновным в убийстве двух девушек, на основании чего 10 октября 2018 года суд приговорил его к двум срокам пожизненного лишения свободы. Несмотря на то, что доказательств причастности осужденного к убийствам Татьяны Блэквелл и Кэрол Бут не нашлось и в этих убийствах его не обвиняли, суд и СМИ возложили на него ответственность за серийные убийства в Джипси Хиллс. По состоянию на 2019 год, Хэлбауэр ожидает экстрадиции в штат Невада, где он должен предстать перед судом по обвинению в убийстве Мишель Митчелл.